# Félix Charles Hy
Abate Félix Charles Hy  (Mouliherne, 12 de mayo de 1853 - Angers, 15 de septiembre de 1918) fue un botánico y religioso francés. Desarrolló un trabajo científico de taxonomía sobre la problemática de los híbridos, ayudando a su identificación y clasificación.

## Algunas publicaciones
- 1880. Note -2e, 3e note sur les herborisations de la Faculté des sciences d'Angers en 1881, 1882. Impr. de Lachèse & Dolbeau
- 1881a. Le Parasitisme végétal, conférence faite à la Faculté libre des sciences d'Angers, le 23 décembre 1880. Ed. Germain & G. Grassin. 31 pp.
- 1881b. Sur un cas de polygamie observé dans la Bryone commune. Ed. Impr. de Lachèse & Dolbeau. 11 pp.
- 1884a. Recherches sur l'archégone et le développement du fruit des Muscinées. Ed. G. Masson
- 1884b. Tableaux analytiques de la flore d'Angers. Impr. de Lachèse & Dolbeau
- 1905. Aperçu historique sur la rouille des blés. Ed. Germain & G. Grassin. 12 pp.

### Libros
- 1894 Guide pratique pour les herborisations et la confection générale des herbiers, par Clotaire Duval,... avec la collaboration de MM. Ch. Flahault,... l'abbé Hue,... Fernand Camus,... Paul Hariot,... l'abbé Hy... Introduction de M. le Dr Bornet. Ed. Garnier frères. 157 pp.
- 1915. Flore d'Auvergne, par le frère Héribaud-Joseph,... avec une introduction et les characées du Plateau central, par l'abbé F. Hy,... Nouvelle édition. Ed. De Gigord. 640 pp.

## Honores
En su honor se nombra a:
- género Hyella Bornet & Flahault

- La abreviatura «Hy» se emplea para indicar a Félix Charles Hy como autoridad en la descripción y clasificación científica de los vegetales.[2]